# Bollion
Bollion is een plaats en voormalige gemeente in het district Broye van het kanton Fribourg in Zwitserland. Op 1 januari 2006 ging Bollion  op in de gemeente Lully.

## Geografie
De gemeente ligt in de exclave Estavayer-le-Lac aan de zuidoever van het beekje Bainoz. Bollion grenst aan Font, Seiry, Murist en Châbles. De oppervlakte van de gemeente is 0,87 km².
- Hoogste punt: 606 m
- Laagste punt: 525 m

## Bevolking
De gemeente heeft 132 inwoners (2003). De meerderheid in Bollion is Franstalig en Rooms-Katholiek.

## Economie
Vooral landbouw (meer dan 60 % van de actieve bevolking). Voor de rest dienstverlening (hotel) en een metaalbedrijf.

## Geschiedenis
Bollion komt van bolyon, wat vertaald wordt met vat. Bollion was een deel van het leenheerschap van Lully. Het gebied hoorde samen met de dorpen Font, Châbles en Châtillon tot de grande commune van Font. Pas in het begin van de 19e eeuw werden de grenzen vastgelegd. In 1854 werd het dorp door een brand verwoest. Sinds 2000 vinden er gesprekken plaats over een fusie met de buurgemeenten, hetgeen door het kanton met belastingvoordelen wordt ondersteund.